# Vladímir Gúsev (político)
Vladímir Kuzmich Gúsev (en ruso: Владимир Кузьмич Гусев, Sarátov, 19 de abril de 1932-ibid., 29 de agosto de 2022) fue un político ruso y soviético.

## Biografía
Vladímir Gúsev nació el 19 de abril de 1932 en Sarátov. En 1957 se graduó de la facultad de química de la Universidad Estatal de Sarátov como químico-tecnólogo. Posteriormente obtuvo su doctorado en ciencias técnicas. De 1959 a 1975 trabajó en la planta de fibras químicas de Engels, llegando a ocupar el cargo de director de la misma. En 1975, Gusev se convirtió en primer secretario del comité de la ciudad de Engels del Partido Comunista de la Unión Soviética y, de hecho, jefe de la ciudad. Al año siguiente fue nombrado primer secretario del comité regional del Partido Comunista del óblast de Sarátov, cargo que ocupó hasta 1985.
En 1985-86, Gúsev fue el primer vice primer ministro de la Rusia soviética en el gabinete de Vitali Vorotnikov. Hasta finales de 1990 fue vice primer ministro de la URSS, presidente de la oficina de industria química y silvicultura. En 1986, participó en la liquidación de las consecuencias del desastre de Chernóbil como presidente de la comisión estatal.
En diciembre de 1993, fue elegido miembro de la 1.ª Duma Estatal por la lista del Partido Liberal Democrático. Fue presidente de la Comisión de Industria, Construcción, Transportes y Energía. De 2001 a 2010, Gusev representó al óblast de Ivánovo en el Consejo de la Federación. De 2010 a 2012, fue senador de su óblast natal, Sarátov.

## Honores
- Orden al Mérito por la Patria 4.ª clase
- Orden de Lenin (1971, 1982)
- Orden de la Revolución de Octubre (1976)
- Orden de la Insignia de Honor (1965)
- Orden del Coraje (1996)[3]